# Trachinotus rhodopus
 Trachinotus rhodopus és una espècie de peix de la família dels caràngids i de l'ordre dels perciformes. Va ser descrit per Theodor Gill el 1863.
Els adults poden assolir fins a 61 cm de longitud total. Es troba des del sud de Califòrnia (Estats Units) fins al Perú, incloent-hi les Illes Galápagos.